# Lantana (Texas)
Pour les articles homonymes, voir Lantana (homonymie).
Lantana est une census-designated place du comté de Denton, dans l’État du Texas, aux États-Unis. Sa population s’élevait à 9 503 habitants en 2017.

## Source
- (en) Cet article est partiellement ou en totalité issu de l’article de Wikipédia en anglais intitulé « Lantana, Texas » (voir la liste des auteurs).

1. ↑  https://datausa.io/profile/geo/lantana-tx